# Frantz Peckel Møller
Frantz Peckel Møller, född 11 mars 1834 i Kristiania (nuvarande Oslo), död 22 oktober 1901 i Köpenhamn, var en norsk kemist och industriman. Han var son till Peter Møller.
Efter 1857 att ha tagit farmaceutisk examen arbetade Møller intill 1860 vid Kristiania universitets kemiska laboratorium, varefter han fortsatte sina kemiska studier i Heidelberg, där han blev dr. phil.. År 1863 övertog han efter fadern Svaneapoteket i Kristiania som arrendator och blev dess ägare 1868. På hösten samma år bosatte han sig i London, där han övertog faderns fabrikation av tran. Denna utvecklade han avsevärt såväl tekniskt som kommersiellt. Från 1880 var han bosatt i Köpenhamn. Förutom en del kemiska uppsatser i tidskrifter utgav han det stora verket Cod-Liver Oil and Chemistry (1895), som ger en uttömmande redogörelse för den vetenskapliga grund, på vilken den av fadern och honom skapade industrin vilar.